# 谷精草
谷精草（学名：Eriocaulon buergerianum），又名連萼穀精草，为谷精草科谷精草属的一种一年生草本植物。其叶簇生，线状披针形，头状花序，花单性，雌花多于雄花，花有3瓣，結蒴果。其花期為6至8月，果期為9至11月。其头状花序或全草可以入藥，有辛凉解表的功效。

## 外部連結
- 穀精草 中藥材圖像數據庫  (香港浸會大學中醫藥學院) （中文）（英文）
- 穀精草 Gu Jing Cao（页面存档备份，存于） 中藥標本數據庫 (香港浸會大學中醫藥學院) （繁體中文）（英文）

## 扩展阅读
- 維基物種上的相關：谷精草